# Akwarium Gdyńskie

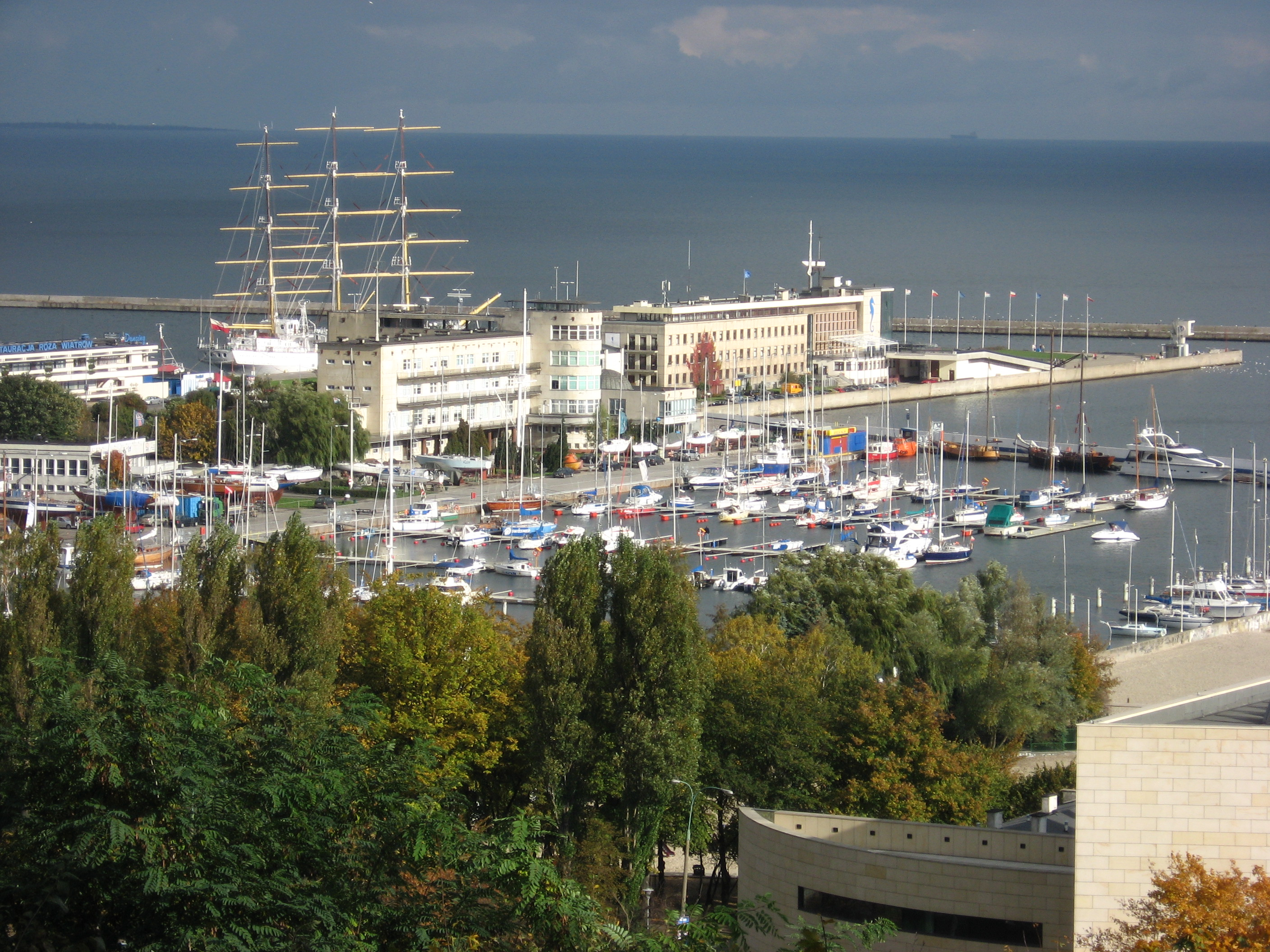
Panorama z budynkiem Akwarium

Akwarium Gdyńskie (w latach 1971–2003 Muzeum Oceanograficzne i Akwarium Morskie Morskiego Instytutu Rybackiego w Gdyni) – ogród zoologiczny działający w strukturach Morskiego Instytutu Rybackiego.
Modernistyczny budynek Akwarium wybudowany w 1938 roku, usytuowany jest w Gdyni przy Alei Jana Pawła II, na Molo Południowym. Ogród zoologiczny prezentuje faunę i florę związaną ze środowiskami wodnym i wodno-lądowym.

## Działalność[1]
Część wystawiennicza Akwarium podzielona jest na 8 sal tematycznych: 
- Sala dydaktyczna, zawiera unikatowe egzemplarze ogromnych żółwi wodnych, jesiotra oraz ciekawostki związane z rybami chrzęstnoszkieletowymi, takimi jak płaszczki i rekiny

- Sala bałtycka, przedstawia mapę dna Bałtyku, powstałą w pierwszych latach funkcjonowania obiektu

- Zostera marina, czyli trawa morska prezentuje faunę Zatoki Puckiej Wewnętrznej, która należy do obszarów chronionych Natura 2000

- Rafa koralowa, ukazuje kolorową, żywą rafę koralową oraz jej naturalnych mieszkańców

- Na styku wody i lądu, pokazuje zbiornik będący połączeniem paludaria, w którym eksponowane są zwierzęta żyjące na styku lądu oraz wody

- Wodne zwierzęta świata, zamieszkują organizmy pochodzące z zimnych głębi oceanu, przybrzeżnych wód Atlantyku, Północnego Pacyfiku i Indopacyfiku

- Amazonia, to cztery duże zbiorniki na parterze Akwarium Gdyńskiego, odzwierciedlające jej naturalne środowisko
- Morza Zimne - od Atlantyku do Bałtyku, ekspozycja zaprojektowana jest w taki sposób, by pokazać różnorodność środowiska, które powszechnie nie jest za takie uważane. A dynamiczne, dobrze natlenione i pełnosłone wody północnego Atlantyku zapewniają doskonałe warunki do życia wielu gatunkom zwierząt i roślin.

Na przestrzeni pięciu pięter budynku rozmieszczonych zostało 76 akwariów znajdujących się na ekspozycji, które łącznie kryją w sobie ponad 600 ton wody. Akwarium zamieszkuje ponad 1 500 żywych organizmów z około 250 gatunków.

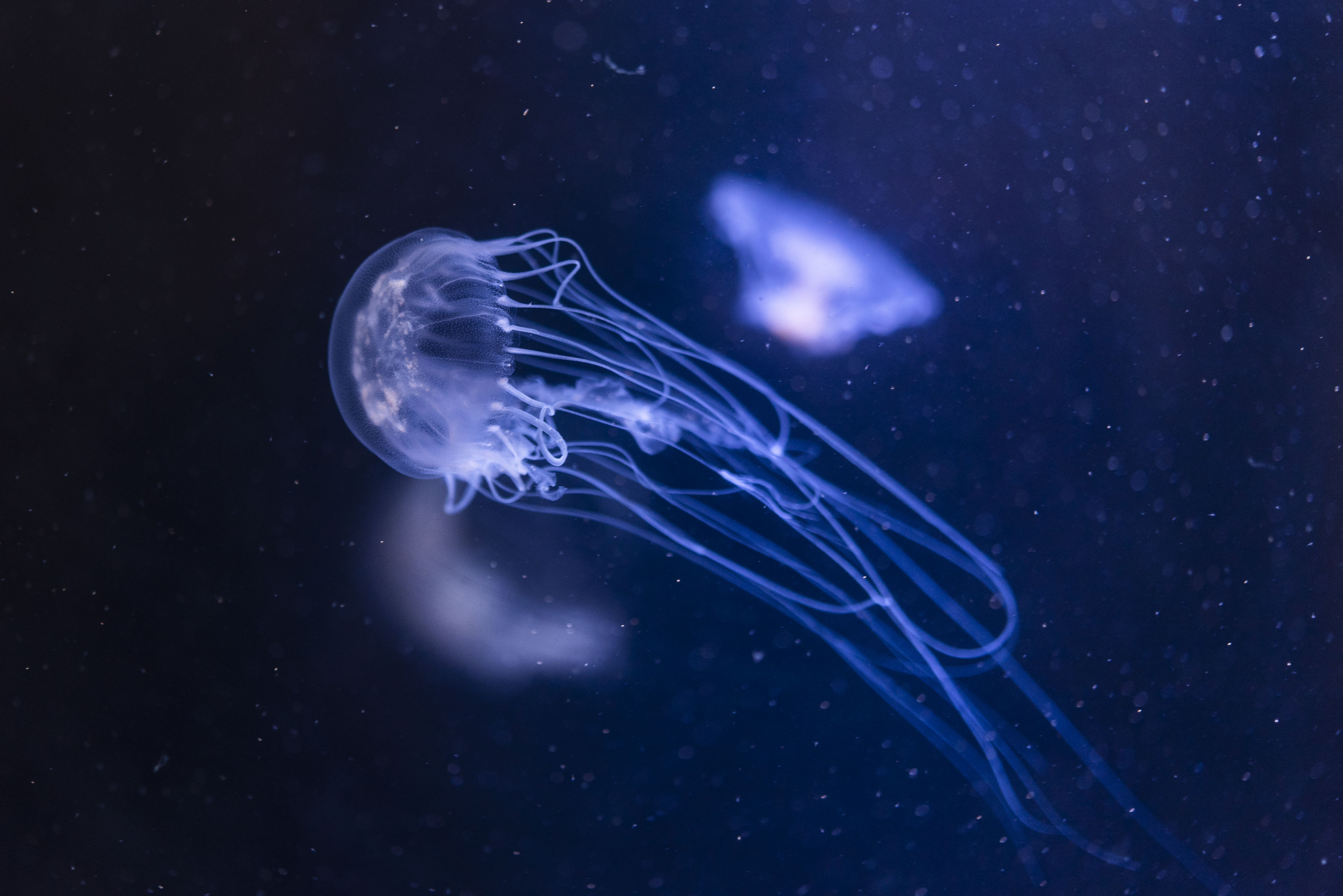
Pokrzywa atlantycka

## Historia obiektu
Obiekt prowadzi swoją działalność od 21 czerwca 1971, jednak dzieje Akwarium sięgają lat 20. XX wieku, kiedy to w Helu, powstało Morskie Laboratorium Rybackie. Jego pracownicy rozpoczęli kolekcjonowanie okazów przyrodniczych, które od 1924 roku prezentowano w gablotach i akwariach Morskiego Laboratorium Rybackiego. Pod koniec lat 20. ubiegłego stulecia zbiory liczyły już kilkaset okazów zwierząt i były prezentowane na różnych wystawach. W latach 30. zbiory wystawiano w tzw. „Muzeum Bałtyckim”, które było jedną z atrakcji turystycznych ówczesnego Helu.
W 1932 roku Morskie Laboratorium Rybackie zostało przemianowane na Stację Morską, która na przełomie lat 1938/1939 została przeniesiona do Gdyni, do nowo wybudowanego gmachu przy dzisiejszej alei Jana Pawła II 1. Wybuch II Wojny Światowej pokrzyżował plany budowy części budynku przeznaczonej na muzeum i akwarium. W okresie powojennym w budynku Instytutu istniały trzy niewielkie sale muzealne oraz jedno pomieszczenie z akwariami. 
Kolejna zmiana przyszła w 1949 roku, kiedy to Stację Morską przemianowano na Morski Instytut Rybacki. Do sprawy rozbudowy budynku i stworzenia właściwego muzeum oceanograficznego powrócono pod koniec lat 50, ale do właściwych prac budowlanych oraz montażu ciągów akwaryjnych przystąpiono dopiero w 1969 roku. 
W 1971 roku, w ramach obchodów 50-lecia Instytutu, nastąpiło otwarcie Muzeum Oceanograficznego i Akwarium Morskiego, natomiast dla zwiedzających ekspozycja dostępna jest od 4 czerwca 1972 roku. W 34 akwariach pokazano zwierzęta i rośliny, zarówno morskie, jak i słodkowodne. W części muzealnej wystawiono okazy zbierane przez pracowników Instytutu od 1921 roku oraz podarowane przez kapitanów oraz marynarzy polskiej floty handlowej i rybackiej. Część ekspozycji ściennych z tamtego okresu jest prezentowana do dziś stanowiąc unikatową w skali kraju kolekcję. Mapa dna Bałtyku stanowiąca centralną część w Sali Bałtyckiej została wykonana specjalnie na zamówienie Akwarium i również pamięta jego początki.
Przez ponad 30 lat obiekt nosił nazwę Muzeum Oceanograficzne i Akwarium Morskie Morskiego Instytutu Rybackiego w Gdyni. W 2003 roku zmieniono nazwę na tę obowiązującą do dziś, czyli Akwarium Gdyńskie, a od 2005 roku placówka uzyskała status ogrodu zoologicznego. W 1991 Morski Instytut Rybacki przeniósł się do budynku przy Kołłątaja 1. Od 1998 roku w budynku Akwarium działa Centrum Edukacji, w którym powstały: Sala Kinowo-Konferencyjna, laboratoria do prowadzenia zajęć wyposażone w mikroskopy i sprzęt komputerowy oraz Sala Przedszkolna, w której odbywają się zajęcia skierowane do najmłodszych. W zajęciach tych bierze udział przeciętnie ponad 40 tys. uczniów i osób dorosłych rocznie.
15 lipca 2019 podpisano umowę na dofinansowanie ze środków UE kwotą 8,9 mln zł (10 marca 2021 dofinansowanie zwiększono do 11,1 mln zł przy zwiększeniu całkowitej wartości projektu z 16,5 mln zł do 18,8 mln zł) rozbudowy obiektu - do 2021 roku Akwarium Gdyńskie zostanie powiększone o 13 nowych zbiorników o łącznej kubaturze większej niż dotychczasowa, oraz wielofunkcyjną przestrzeń edukacyjną o łącznej powierzchni 900 m kw. W nowej przestrzeni zamieszkają m.in. rekiny i płaszczki.
Akwarium Gdyńskie jest jedną z najchętniej odwiedzanych atrakcji turystycznych w regionie (przeciętnie ponad 400 tys. osób rocznie).

## Misja Akwarium
Misja Akwarium Gdyńskiego to nie tylko prezentacja fauny i flory związanej ze środowiskiem wodnym, ale również szerzenie świadomości ekologicznej. Działalność placówki opiera się na 4 podstawowych filarach.
- Ekspozycja[7] - W siedmiu salach tematycznych prezentowane są różnorodne pod względem miejsca pochodzenia oraz biologii gatunki zwierząt i roślin. Akwarium Gdyńskie jest ważnym punktem turystycznym w Gdyni. W 2016 roku Akwarium zanotowało rekordowy wynik frekwencji: 504 040 zwiedzających[8].

- Edukacja[9] - Akwarium prowadzi szeroką gamę zajęć dla grup zorganizowanych. Co roku z lekcji o środowisku morskim korzysta około 40 tysięcy osób. W ofercie znajduje się kilkadziesiąt tematów prezentowanych w postaci zajęć laboratoryjnych, terenowych lub wykładów. Są one dostosowane do osób w każdym wieku, a ich uczestnicy to nie tylko dzieci i młodzież, ale też grupy seniorów. Oprócz kilkudziesięciu tematów, Akwarium przygotowuje zajęcia w oparciu o konsultacje z wychowawcami, biorąc pod uwagę potrzeby ich podopiecznych. Odbiorcami są również osoby niedosłyszące, niewidome oraz z niepełnosprawnościami intelektualnymi.

- Organizowanie wydarzeń specjalnych i budowanie społeczności[10] - Misję edukacyjną Akwarium realizuje również poprzez budowanie społeczności ludzi, którym na sercu leży dobro środowiska wodnego. W ramach tych działań w Akwarium działają Klub Młodego Odkrywcy Mórz oraz Klub Podróżników. W 2015 roku Akwarium Gdyńskie podjęło się zadania wprowadzenia idei Ocean Literacy w Polsce. Oprócz ekspozycji dostępnych dla zwiedzających, Akwarium organizuje lub współuczestniczy w wielu wydarzeniach plenerowych dostępnych dla szerszego grona odbiorców.

- Unowocześnianie i upowszechnianie dostępu do ekspozycji[11] - Ekspozycja jest wciąż rozwijana i modernizowana również pod kątem odbiorców posługujących się językami obcymi. W 2015 roku Akwarium utworzyło elektroniczny przewodnik przygotowany dla zwiedzających w trzech wersjach językowych (polska, niemiecka i angielska), w wersji dla dorosłych oraz dla dzieci w postaci gry. Akwarium realizuje również inne projekty dofinansowane z funduszy krajowych oraz Unii Europejskiej. Akwarium Gdyńskie prowadzi bezpośrednią komunikację z odbiorcami z zastosowaniem tzw. nowych mediów. Obiekt popularyzuje zagadnienia związane ze środowiskiem wodnym większemu gronu odbiorców poprzez kanały mediów społecznościowych[12].